# Tobias Hansen
Tobias Aagaard Hansen (Odense, 10 marzo 2002) è un pistard e ciclista su strada danese che corre per il team BHS-PL Beton Bornholm. Vanta due titoli mondiali e tre titoli europei su pista.

## Palmarès

### Pista
- 2019

Campionati danesi, Chilometro a cronometro Junior
- 2020

Campionati europei, Corsa a eliminazione Junior
- 2021

Sprint Meeting, Omnium
Campionati europei, Inseguimento a squadre (con Carl-Frederik Bévort, Matias Malmberg e Rasmus Pedersen)
Campionati danesi, Omnium
- 2022

Niels Fredborgs Aeresløb, Americana (con Robin Skivild)
Niels Fredborgs Aeresløb, Omnium
Sprint Meeting, Americana (con Niklas Larsen)
GP Brno, Americana (con Rasmus Pedersen)
GP Brno, Omnium
Campionati danesi, Omnium
Grenchen, Corsa a eliminazione
GP Odense
- 2023

Coppa delle Nazioni, Inseguimento a squadre (Jakarta con Carl-Frederik Bévort, Robin Skivild e Rasmus Pedersen)
Coppa delle Nazioni, Omnium (Jakarta)
Coppa delle Nazioni, Inseguimento a squadre (Il Cairo con Carl-Frederik Bévort, Robin Skivild e Rasmus Pedersen)
Singen, Corsa a eliminazione
Three Days Aigle, Scratch
4 Jours de Genèvre, Scratch
4 Jours de Genèvre, Omnium
4 Jours de Genèvre, Corsa a eliminazione
Copenhagen Race Night, Americana (con Niklas Larsen)
Copenhagen Race Night, Corsa a eliminazione
Campionati danesi, Omnium
100 km Madison Ballerup, Americana (con Robin Skivild)
GP Odense, Americana (con Lasse Norman Leth)
- 2024

Campionati europei, Corsa a Eliminazione
Coppa delle Nazioni, Inseguimento a squadre (Hong Kong con Frederik Madsen, Robin Skivild e Lasse Norman Leth)
Campionati mondiali, Inseguimento a squadre (con Carl-Frederik Bévort, Frederik Madsen, Niklas Larsen e Rasmus Pedersen)
Campionati mondiali, Corsa a Eliminazione
Copenhagen 3 Days, Americana (con Michael Mørkøv)
Copenhagen 3 Days, Corsa a eliminazione
Apeldoorn, Scratch
Apeldoorn, Corsa a eliminazione
Six Days Rotterdam
Ballerup, Corsa a punti
Ballerup, Americana (con Niklas Larsen)
- 2025

Campionati europei, Inseguimento a squadre (con Lasse Norman Leth, Niklas Larsen e Robin Skivild)

### Strada
- 2022 (Uno-X Dare Development Team, una vittoria)

3ª tappa Baltic Chain Tour (Tartu > Valga)

#### Altri successi
- 2022 (Uno-X Dare Development Team)

GP Città di Meldola
Tønder
- 2023 (Leopard TOGT Pro Cycling)

Herning City Gadeløbet
- 2024 (BHS - PL Beton:Bornholm)

2ª tappa 3 Dage i Nord - Campione Cup - Thy
Hurtig Joakim Løbet
GP Lumsås

## Piazzamenti

### Competizioni mondiali
- Campionati del mondo su pista

Roubaix 2021 - Inseguimento a squadre: 4º
Roubaix 2021 - Scratch: 8º
Roubaix 2021 - Corsa a eliminazione: 12º
Saint Quentin-en-Yvelines 2022 - Inseguimento a squadre: 3º
Saint Quentin-en-Yvelines 2022 - Corsa a eliminazione: 9º
Glasgow 2023 - Scratch: 7º
Glasgow 2023 - Corsa a eliminazione: 23º
Ballerup 2024 - Inseguimento a squadre: vincitore
Ballerup 2024 - Scratch: 2º
Ballerup 2024 - Omnium : 12º
Ballerup 2024 - Corsa a eliminazione: vincitore
- Giochi olimpici

Parigi 2024 - Inseguimento a squadre: 4°

### Competizioni europee
- Campionati europei su pista

Fiorenzuola d'Arda 2020 - Inseguimento a squadre Junior: 4º
Fiorenzuola d'Arda 2020 - Corsa a eliminazione Junior: vincitore
Fiorenzuola d'Arda 2020 - Inseguimento individuale Junior: 15º
Fiorenzuola d'Arda 2020 - Corsa a punti Junior: 3º
Grenchen 2021 - Inseguimento a squadre: vincitore
Grenchen 2021 - Scratch: 8º
Monaco di Baviera 2022 - Inseguimento a squadre: 2º
Monaco di Baviera 2022 - Corsa a eliminazione: 9º
Monaco di Baviera 2022 - Americana: 8º
Monaco di Baviera 2022 - Omnium: 10º
Grenchen 2023 - Americana: 9º
Grenchen 2023 - Corsa a eliminazione: 7º
Grenchen 2023 - Corsa a punti: 5º
Apeldoorn 2024 - Corsa a eliminazione: vincitore
Apeldoorn 2024 - Inseguimento a squadre: 2º
Apeldoorn 2024 - Scratch: 3º
Heusden-Zolder 2025 - Inseguimento a squadre: vincitore
Heusden-Zolder 2025 - Scratch: 17°
Heusden-Zolder 2025 - Americana: 4°
- Campionati europei su strada

Alkmaar 2019 - In linea Junior: 59º